# Aeroporto Internazionale di Massaua
L'Aeroporto Internazionale di Massaua è un aeroporto situato a Massaua, in Eritrea.
Venne costruito ai tempi della colonia italiana d'Eritrea.
La base aerea di Otumlo inizialmente era utilizzata da aerei militari durante l'invasione ed in seguito per il trasporto militare nelle aree di conflitto.
Il 2 ottobre 1935 arriva la 106ª Squadriglia della Regia Aeronautica, il 30 dicembre successivo il XLIV Gruppo con la 6ª Squadriglia, il 1º dicembre 1935 la 111ª Squadriglia ed ai primi di gennaio 1936 la 109ª Squadriglia.
Nel 1936 l'Ala Littoria iniziò un servizio di volo civile con servizio postale da Massaua ad Asmara e Mogadiscio.
Negli ultimi anni del periodo coloniale, una linea dell'Ala Littoria di 1.970 km fu stabilita tra Massaua e Gibuti-Berbera-Galadi (vicino a Isa)-Mogadiscio ed un'altra di 770 km tra Khartum e Cassala-Asmara-Massaua.
Durante la seconda guerra mondiale, la 412ª Squadriglia dell'Asso dell'aviazione Mario Visintini aveva sede nell'aeroporto di Otumlo dall'10 giugno 1940 con 9 Fiat C.R.42 al 20 settembre 1940.
Nel 1941 l'aeroporto fu distrutto dagli inglesi e rimase praticamente inattivo per quasi venti anni. Negli anni '70 fu essenzialmente ricostruito in una località vicina e ingrandito con il nome di Aeroporto Internazionale di Massaua.
L'attività commerciale dell'aeroporto è cominciata nell'autunno del 2010, con i primi voli della Nasair diretti a Jeddah, Dubai, Doha, Khartoum e Nairobi.